# Ma Dalton
Ma Dalton is een album  uit de stripreeks Lucky Luke. Het verhaal werd geschreven door René Goscinny en getekend door Morris. Het album werd in 1971 uitgegeven door Dargaud.

## Inhoud
In het plaatsje Cactus Junction ontmoet Lucky Luke de moeder van de gebroeders Dalton, Ma Dalton. Deze meldt dit in een brief aan haar zoons, die in de gevangenis zitten. Joe wil per se Lucky Luke te grazen te nemen en daarom ontsnappen, hetgeen lukt door brand te stichten. Helaas voor Joe zit hij wel via een ketting vast aan Rataplan. De vier begeven zich naar hun moeder, die vooral blij is Averell te zien, die haar lievelingetje is en geen kwaad kan doen bij haar. De andere drie, en vooral Joe, pakt ze hard aan. Het helpt niet mee dat Rataplan graag Ma's kat Sweetie achterna zit. Dan komt Joe op het idee om verkleed als Ma overvallen te gaan plegen.